# Flen
Flen ( ouça a pronúncia) é uma pequena cidade da Suécia, situada no norte da província da Södermanland, pertencente à região histórica da Svealand. É a sede da comuna de Flen, a qual faz parte do condado da Södermanland. Está localizada a 25 km a nordeste da cidade de Katrineholm e a 90 km a sul de Estocolmo. Possui 4,67 quilômetros quadrados. De acordo com o censo de 2018, havia 6 636 habitantes.

## Etimologia e uso
O nome geográfico Flen deriva do termo dialetal flen (nu, descoberto), significando aqui ”montanha/monte nu/rochoso/sem floresta”.
Aparece na expressão ”Flens sokn” (Paróquia rural de Flen), em 1367.

## História
A história da cidade está ligada à criação da estação de Flen no nó ferroviário existente no local, combinando a ligação Gotemburgo-Estocolmo e a linha mineira Grängesberg-Oxelösund.

## Geografia
Flen está rodeada pelos lagos Gårdsjön, Bjuren e Orrhammaren.

## Comunicações
Flen é um nó ferroviário com ligações a Katrineholm, Nyköping, Eskilstuna, Södertälje, Estocolmo e Gotemburgo. É atravessada pela estrada nacional 55, ligando Katrineholm a Strängnäs.

## Economia
A cidade é um centro comercial da atividade agrícola da região, e possui indústria metalomecânica, produzindo máquinas e ferramentas.

## Património turístico
Nos arredores da cidade estão localizados o palácio de Stenhammar (residência de verão da família real) e a casa senhorial de Harpsund (residência oficial de representação e tempo livre do primeiro-ministro).